# Elsenheim (Adelsgeschlecht)

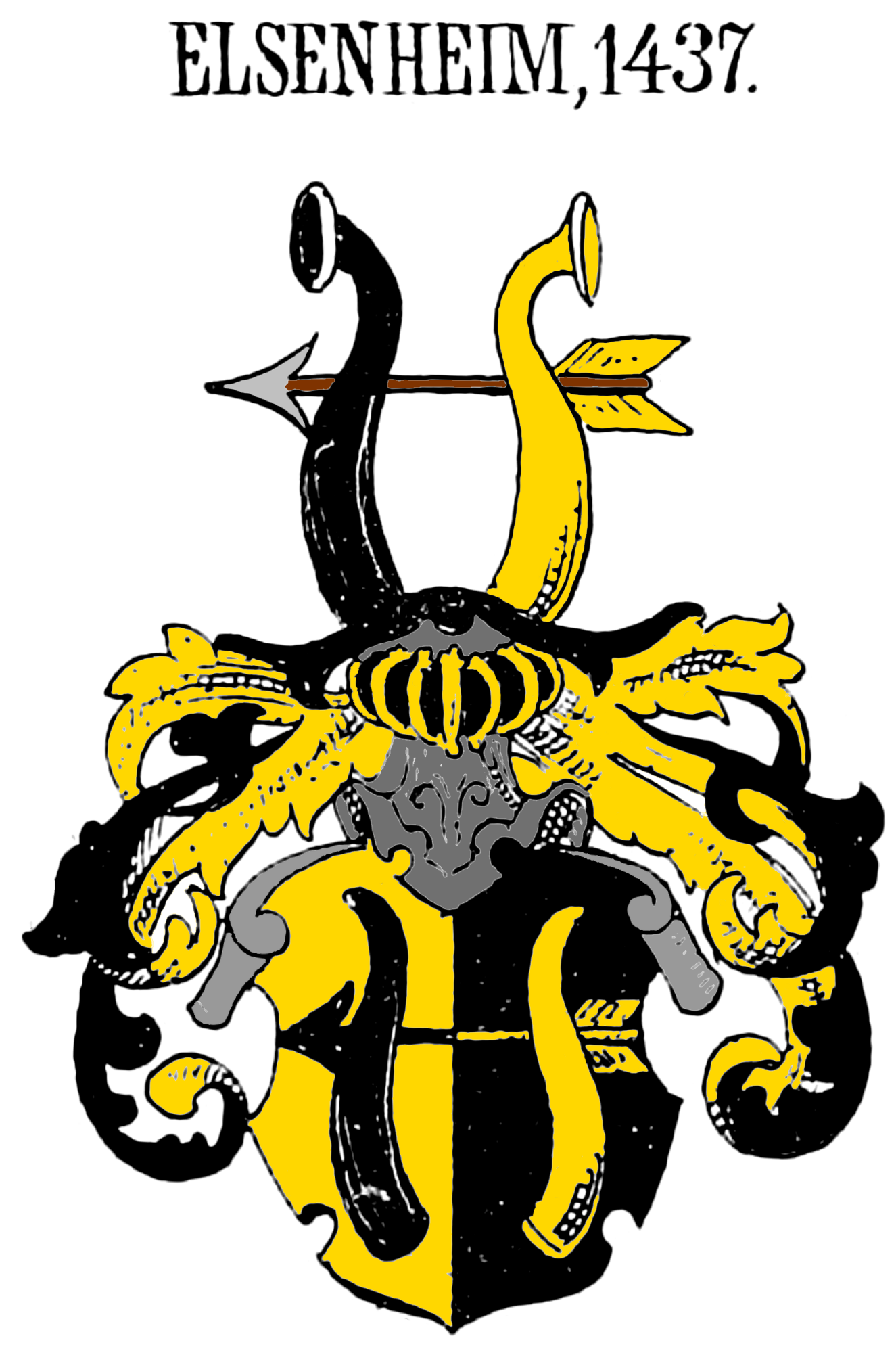
Stammwappen der bürgerlichen Elsenheimer von 1437

Die Elsenheimer, seit 1571 landsässig, 1604 geadelt und seit 1645 Freiherren von Elsenheim, waren ein anfangs bürgerliches Geschlecht aus Salzburg, das später besonders in Wolnzach und München zu Bedeutung kam. Bekanntestes Mitglied der Familie ist der bayerische Kanzler Christoph Elsenheimer.

## Herkunft
Nach einer Sage wanderte der Friesenfürst Radipold von Egmond (im heutigen Holland) in das bayerische Nordgau ein und erbaute auf dem Elsenberg das Schloss Hirstein. Nach einer Urkunde Kaiser Ludwigs des Bayern von 1330, zwei Mal bestätigt durch Kaiser Maximilian I. in den Jahren 1507 und 1511, wurde festgelegt, dass „die Elsenheimer eines Stammes sind mit den Wartern und Notthafften, weil sie alle von dem Großherren zu Egmont aus Holland herkommen“.
Zumindest Hans Elsenheimer „Schilher“ (der Schielende) stammte nachweislich vom oberbayerischen Elsenbach in Schönberg ab. Da Kirchenbücher und Verzeichnisse aus Schönberg wahrscheinlich durch die Schweden vernichtet wurden und Hans in einem Prozess vorgeworfen wurde, gar nicht mit dem Geschlecht der Elsenheimer verwandt zu sein, gibt es Zweifel an der Herkunft der Elsenheimer aus Elsenbach. Er sei als Knabe nach Salzburg gekommen und hätte bei der Familie Elsenheim als Diener mit besonderem Geschick auch deren Namen erworben. Keines der Glieder der Elsenheimer hat die Verwandtschaft Hans „Schilhers“ aber je bestritten und Hans wird ausdrücklich im Bürgerbuch als Ulrichs Bruder bezeichnet. Dessen Nachkommen bezeichneten Hans immer als Vetter oder Oheim. Daher könne laut Ludwig Petzold eine Verwandtschaft Hans Schilhers Elsenheimer mit den Elsenheimern und damit auch eine Herkunft der Elsenheimer aus Elsenbach angenommen werden und der Zweifel daran als ein „Advokaten-Argument“ seiner Ankläger. Dem entgegen steht die ausdrückliche Behauptung in den Mitteilungen der Gesellschaft für Salzburger Landeskunde, dass jener Hans Schilher Elsenheimer unwiderlegbar „gar kein Elsenheimer war“.

## Geschichte
Mit Ulrich Elsenheimer († 1443 oder 1448) besaß das bürgerliche Geschlecht der Elsenheimer schon 1429 Häuser im Salzburgischen, eines davon schon 1422 in der Lederer-Gasse bei St. Andreas. Er wurde 1434 von Bischof Burkard mit acht Gütern belehnt,
1437 erhielten die Elsenheimer von Kaiser Sigismund einen Wappenbrief. 1441 besaßen sie also einige fürstliche Lehen. 1446 war Ulrich möglicherweise noch Bürgermeister gewesen, oder aber schon verstorben. Er sei auch „wahrscheinlich“ am Venediger Handel beteiligt gewesen. Seine Söhne hießen Ulrich, Georg und Hans, sein Bruder („etwa Ulrichs Bruder“) Markus („Marchs“), dessen Tochter Margareth.
1449 erbaute der erzbischöfliche Mautner Hans „Schilher“ Elsenheimer (* vor 1443; † Oktober 1486 in Venedig) ein kleines Schloss in einem Garten am Fuße des Kapuzinerbergs. Das heute an dieser Stelle befindliche Schloss Elsenheim entspricht diesem Bau nicht mehr. Hans‘ Brüder hießen Ulrich († 1463 an einer „pestartigen Seuche“) und Georg († nach 1501). Hans Elsenheimer war Salzburger Bürgermeister in den Jahren 1454, 1458, 1459, 1461, 1469, 1472, 1473 und 1483, vorher Ulrich Elsenheimer 1446 und 1461. 1501 sind Ulrich und Hans Siegler. Hans war auch venezianischer Handelsherr. 1475 gründete er die Brauerei Kaltenhausen bei Hallern. Ihm wurde vorgeworfen, nicht immer ehrlich bzw. rechtmäßig gehandelt zu haben. So habe er das von Julianna Sulzberger geerbte Vermögen als ihr Testamentsvollstrecker an sich genommen und seinen Besitz dann geleugnet, woraufhin ihn Wolfgang Sulzberger als „Lügner und Betrüger“ bezeichnete und anklagte. 1463, mit dem Tod seines Bruders Ulrich verwaltete er das Vermögen von dessen Kindern. 1482, als er ihnen die Rechnung über ihr verwaltetes Vermögen vorlegte, fehlten erstens zwei der 19 Jahre, in denen er das Geld verwaltet hatte, und außerdem Inventare und Salbücher. Er erhielt daher keine Generalquittung und geeinigt wurde sich auch nicht. Im selben Jahr brach in Salzburg die Pest aus, wo schon Ulrich knapp zwanzig Jahre zuvor am „dritten Sterben“ der Pest verstorben war. Eine Behauptung ist, dass Hans „Schilher“ Elsenheimer den Namen nur deswegen trug, weil er den ursprünglichen Sitz der Elsenheimer erbaute, und mit den Elsenheimern in Wirklichkeit gar nicht verwandt gewesen ist.
Seine Häuser und seinen Besitz erbte schließlich Wolfgang Christoph, der den Sitz der Elsenheimer durch ein „Haus mit Garten ob der Kalchgrub“ erweiterte, das er 1517 erwarb. Er wird von der Website des Marktes Wolnzach als Sohn Hans Elsenheimers‘ bezeichnet, wobei laut der Deutschen Biographie und Ludwig Pezolt ein Sohn Ulrichs gewesen ist. Seine Mutter Anna Steinhauff stammte aus einem Passauer Ratsgeschlecht. Hans Elsenheimer habe aber die Vormundschaft der Kinder Ulrichs nach dessen Tod 1563 übernommen. Wolfgang Christoph heiratete Elisabeth Wülffin. Seine Kinder hießen Felicitas, Apollonia, Barbara, Christoph und Hanns. 1544 verkaufte er Grundrenten an Conrad Gützner (aus einem alten Adelsgeschlecht mit Stammburg hinter Bergheim), der verkaufte sie an Ludwig Ritz von Grub, der Felicitas von Elsenheim geheiratet hatte.
Christoph (* um 1520–1525 in Salzburg; † Dezember 1589 in München) wurde 1553 in Italien Dr. jur. und 1558 als Hofrat nach München berufen. Als Geheimer Rat war er in München an wichtigen politischen Geschäften beteiligt. Herzog Albrecht verlieh ihm 1569 seinen Lehenssitz Hampersberg und wenig später die Pflege Traunstein. 1570 schlug ihn der Herzog mit hoher Anerkennung als Reichsvizekanzler vor, was Christoph aber ablehnte. Ein Jahr darauf erhielt er einschließlich seiner Nachkommen Edelmanns- und Hofmarksfreiheit. Verheiratet war er mit Jakobe Stockhammerin und wohl verschwägert mit den von Preysing. 1584 verkaufte ihm Herzog Wilhelm IV. Markt, Kasten, Gericht und Schloss Wolnzach. Christoph hatte zwei Söhne Christoph Ulrich und Heinrich und mehrere Töchter, von denen eine Max Fugger, Pfleger zu Landsberg, heiratete.
Am 16. August 1604 adelte Kaiser Rudolf die vier Brüder Karl, Christoph Jakob, Albrecht und Wilhelm Elsenheimer und am 11. April 1616 wurde die Familie mit einem gemehrten Wappen im Adel bestätigt.
Heinrich wurde fürstlicher Rat und hatte zwei Söhne Georg Christoph und Marx. Hans Heinrich war ein Sohn Georg Christophs.
Christoph Ulrich (* ca. 1564; † 28. Juli 1630), seit 1596 „zu Elsenhaym und Wolnzach, Hampersberg und Nanhofen“ war seit 1610 Geheimer Rat und Hofkammerpräsident in München. Er heiratete Anna Maria von Zeilhoven (Starzhausen) und hatte im Jahr 1610 schon sechs Söhne (darunter Georg Ulrich, Heinrich Benno, Hans Thomas). Tochter Anna Maria starb 1626 in Mainburg. Georg Ulrich († 1647) heiratete 1623 in Wolnzach eine Tochter des Wolfgang Moriz von Rohrbach. Heinrich Benno († 1637) wurde Obrist-Leutnant. Hans Thomas († 28. November 1663) heiratete Maria Elisabeth Christine Cribellin de Gutto und ihre gemeinsame Tochter Eva Maria Franziska heiratete einen von Muggenthal. Georg Ulrich und Johann Thomas wurden am 12. Januar 1645 unter Verleihung eines gemehrten Wappens in den Reichsfreiherrenstand erhoben.
Mit Hans Thomas starb die männliche, „Christoph-Ulrich‘sche“ Linie der Elsenheimer aus.
Wolnzach fiel an Johann Heinrich „Freiherr zu Elsenheim auf Nanhofen, Hampersberg und Kirchtraubach“ aus der „Heinrich‘schen“ Elsenheimer Linie. Er war auch Hofmarschall und Hofrat des Bischofs von Straßburg (oder Salzburg?). Er heiratete Maria Amalia von Wildstein und in zweiter Ehe Anna Barbara Kempfin von Angrett. Sein Sohn Leopold Heinrich (* 1652/53; † 10. Februar 1715) aus erster Ehe erhielt die Herrschaft des Vaters. Ihm folgte Franz Anton Wilhelm († 4. September 1725 in Bogenhausen, München) aus Johann Heinrichs zweiter Ehe.
1663 sind die Elsenheimer als Hofmarksbesitzer von Knodorf belegt, was sich in der Elsenheimer Straße in Knodorf widerspiegelt.
Baron Leopold Heinrich von Elsenheim war Oberst des bayrischen Leibregiments. Er begleitete Max Emanuel von Bayern 1688 bei dessen Belagerung und Eroberung von Belgrad. Drei türkische Frauenzimmer aus der Kriegsbeute soll Leopold Heinrich ins Wolnzacher Schloss mitgebracht haben. Am 9. März 1690 wurde eine vornehme Türkin auf den Namen Maria Franziska getauft. Bei Eroberungen erwarb er zahlreiche Schätze, nach der Eroberung Ofens auch den Harem auf der Margareteninsel (Budapest). Max Emanuel, der zwar eine Gefangene als Page verkleidet und als Konterbande mitgenommen haben soll, gestattete das nicht und so wurden die schönen Frauen als Sklavinnen verkauft.
Franz Anton Wilhelm „Baron von Elsenheim auf Nanhofen“ war kurfürstlicher Kämmerer, Pfleger zu Moosbach und wie sein älterer Halbbruder Oberstleutnant des Leibregiments Bayern. 1725 gab er dem Kurfürsten Karl Albrecht die Herrschaft Wolnzach ab, mit der Bedingung im Markt Wolnzach ein Kapuziner Kloster zu errichten. 1727 wurde das Kloster in Wolnzach gebaut. Der Kurfürst hätte Wolnzach sowieso geerbt, doch erhoffte sich Franz Anton Wilhelm durch eine vorzeitige Abgabe wohl eine damals übliche Gegenleistung. Seinen nach dem Tod hinterlassenen Reichtum an beispielsweise Silbergeschirr, Kleidern und Zimmereinrichtungen kaufte der Kurfürst von Franz Anton Wilhelms Mutter Anna Barbara.
Das Geschlecht ist um 1750 erloschen und wurde von den Ritz von Sprinzenstein beerbt.

## Wappen
Das von Gold und Schwarz gespaltene bürgerliche Stammwappen von 1437 zeigt zwei Hörner in verwechselten Farben, durchstochen von einem Pfeil, gleichfalls in verwechselter Tingierung. Auf dem Helm mit schwarz-goldenen Helmdecken die vom Pfeil durchschossenen Hörner, rechts schwarz, links gold. Das adelige Wappen entspricht dem Stammwappen, jedoch ohne den Pfeil.
Abbildungen in J. Siebmacher’s grosses und allgemeines Wappenbuch (schwarz-weiß-Vorlagen eingefärbt nach den beschriebenen Farben)

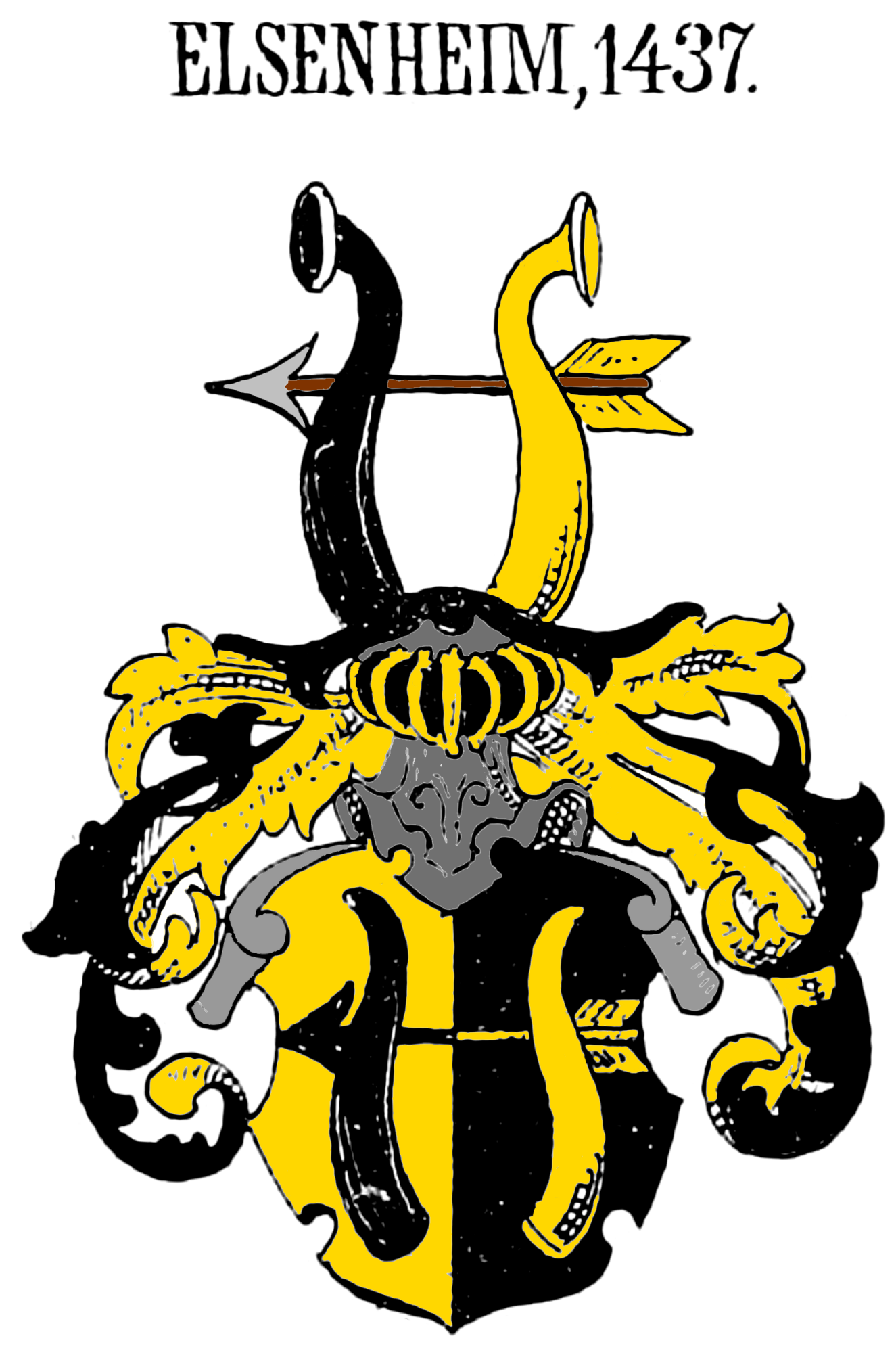
Bürgerliches Stammwappen der Elsenheimer von 1437
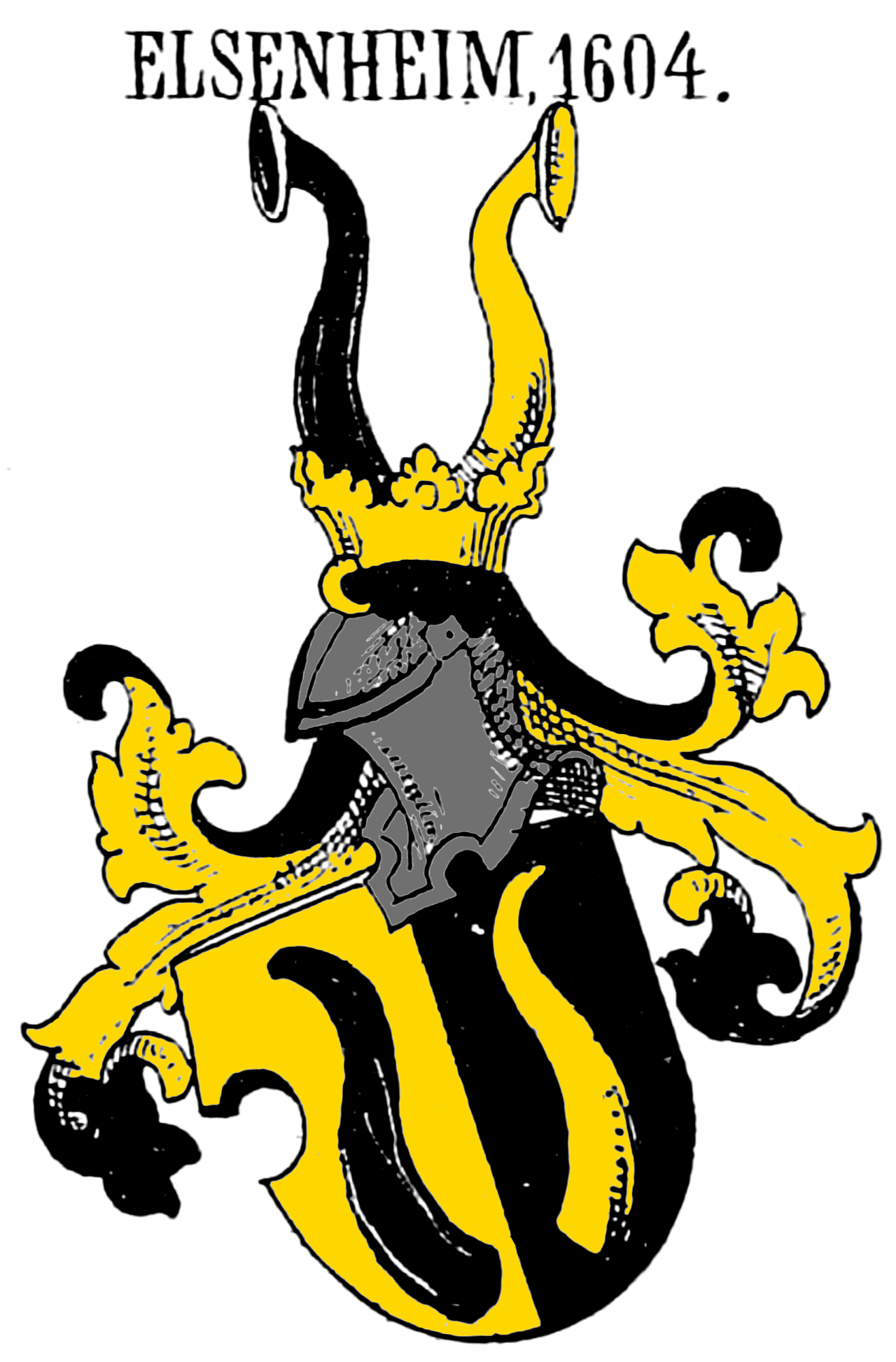
Adeliges Wappen derer von Elsenheim von 1604
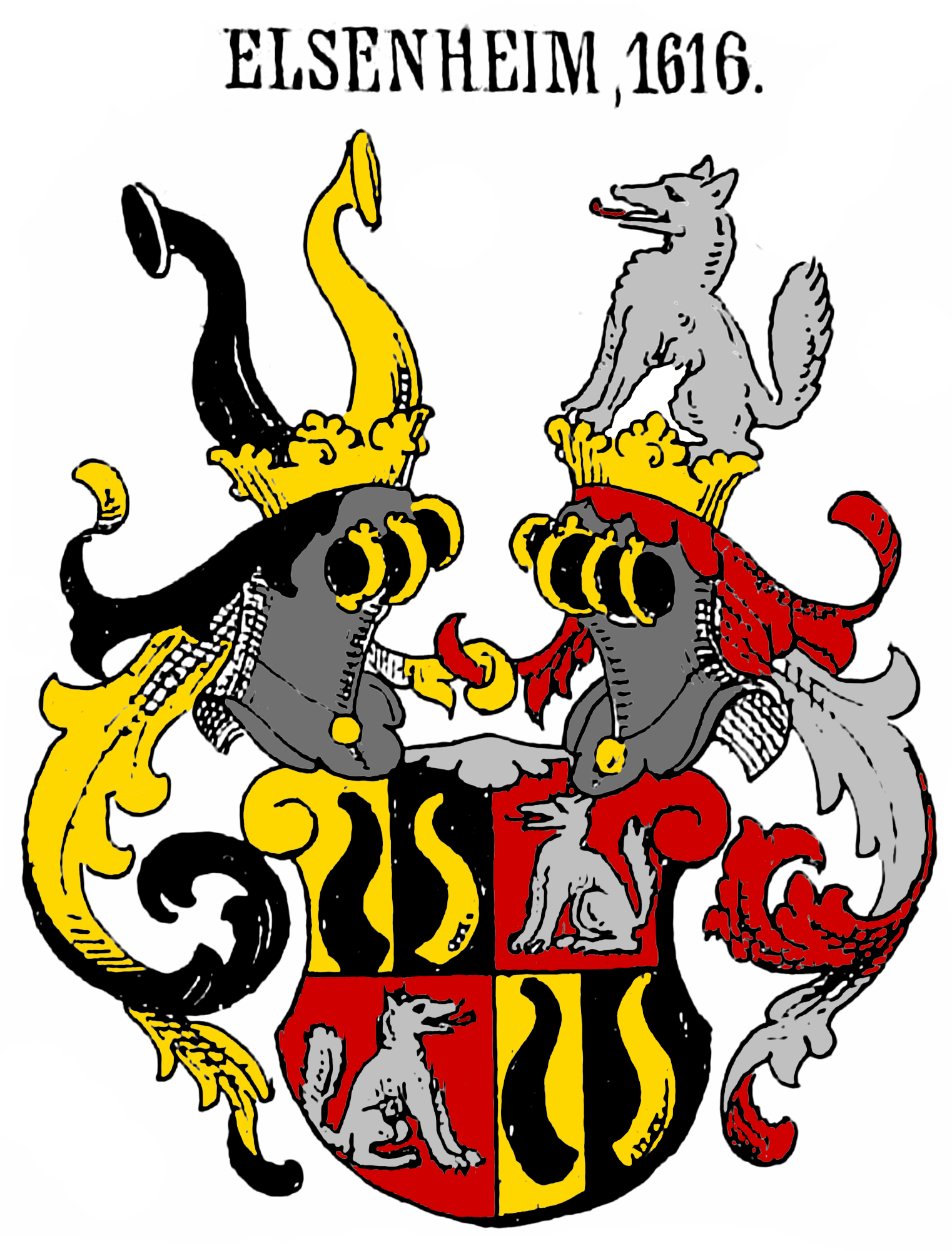
Wappen derer von Elsenheim von 1616, vereinigt mit dem Wappen der erloschenen von Wilfling (Wulfing)
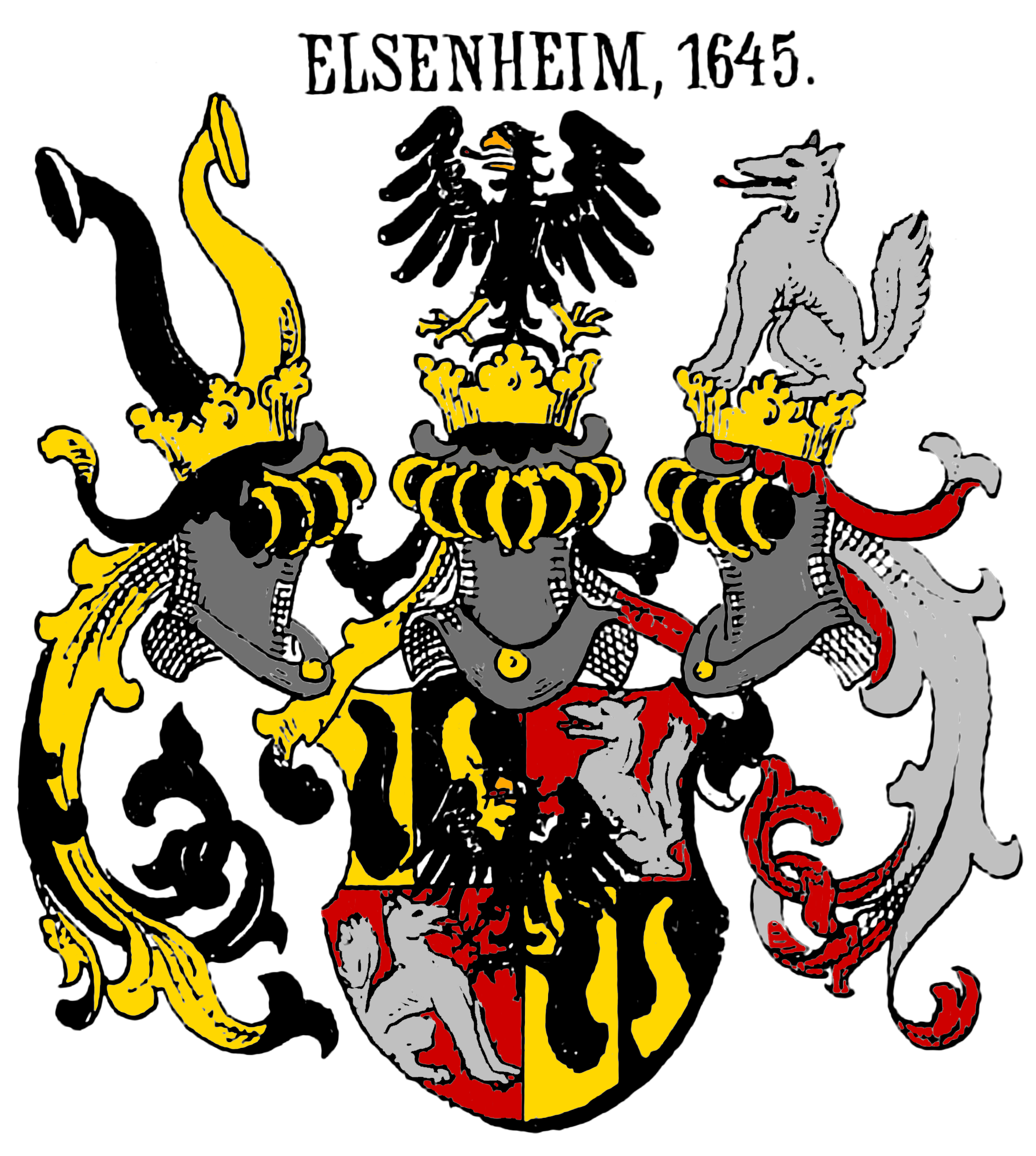
Freiherrliches Wappen derer von Elsenheim von 1645

## Erinnerung
Am Salzburger Petersfriedhof befinden sich (1855) hinter der Klosterkirche Gedenksteine, die sich früher wohl in der Kirche selbst befanden.
Die Elsenheimerstraße im Münchner Stadtteil Laim wurde 1902 nach der Familie Elsenheim bzw. nach Hofkanzler Christoph Elsenheimer (16. Jahrhundert) benannt. In der Pfaffenhofener Gemeinde Wolnzach befindet sich das 2005 eröffnete Deutsche Hopfenmuseum in der Elsenheimerstraße.

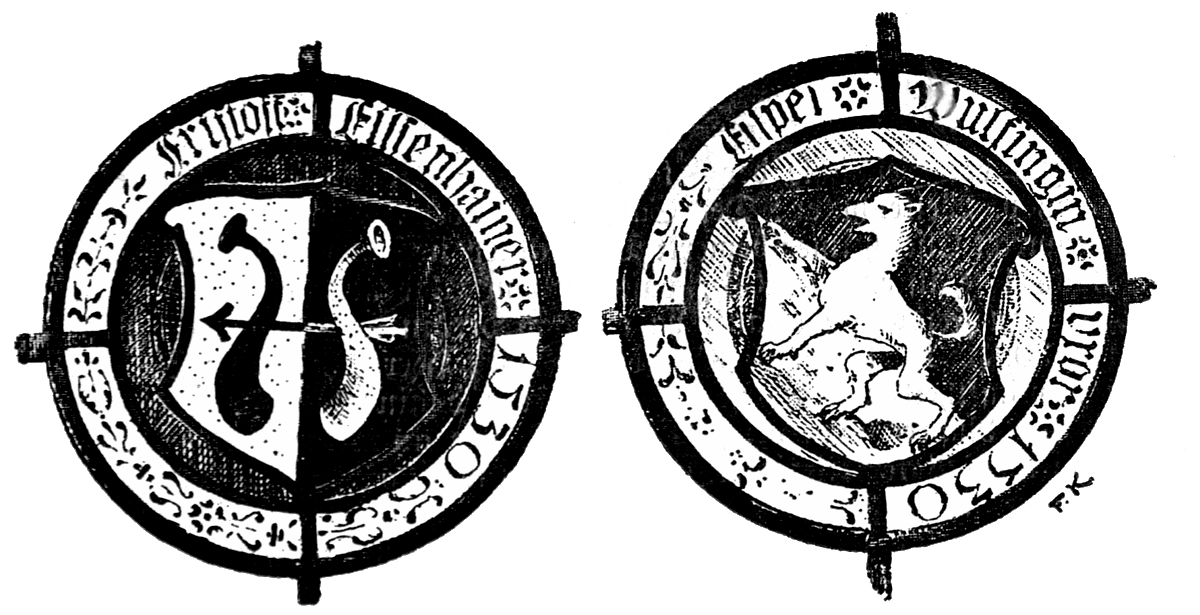
Glasgemälde (1530) von Christoph Elsenheimer und seiner Frau Elsbeth geb. Wulfing

An einem Erkerfenster im 2. Stock des Schlosses Elsenheim befinden sich zwei Glasgemälde, die zu (Wolfgang) Christoph Elsenheimers Zeiten im Jahr 1530 eingebaut wurden. Auf ihnen ist das Elsenheimer'sche Wappen und das Wulfing'sche Wappen, das Herkunftswappen Wolfgang Christophs Frau Elsbet, zu sehen.